# Hordeum patagonicum
Hordeum patagonicum är en gräsart som först beskrevs av Lucien Leon Hauman, och fick sitt nu gällande namn av Guillermo Covas. Hordeum patagonicum ingår i släktet kornsläktet, och familjen gräs. Inga underarter finns listade i Catalogue of Life.